# 高知市歌
「高知市歌」（こうちしか）は、高知県の県庁所在地である高知市が制定した市歌。以下の2代が存在する。
1. 1939年（昭和14年）制定。作詞・宮崎廣、作曲・弘田龍太郎。
2. 1948年（昭和23年）制定。作詞・重松富士、作曲・平井保喜（平井康三郎）。

## 解説
「高知市歌」は以下のように戦前と戦後の2代が存在するが、新旧2曲とも各節の結語が「我等の高知」で締められるのを始め1番の歌い出しで「黒潮」を取り上げるなど、共通項が比較的多く残されている。

### 初代（1939年）
初代の「高知市歌」は1939年（昭和14年）10月に制定された。翌年に大阪毎日新聞（現在の毎日新聞大阪本社）が刊行した『日本都市大観』昭和15年版によれば作詞者は宮崎廣、作曲者は弘田龍太郎とされているが、作成経緯は『高知市史』にも記述が無く不詳。
『高知市勢要覧』には昭和16年版から19年版まで巻頭にこの初代市歌の歌詞と楽譜が掲載されていたが、クレジットは作曲者の弘田のみで作詞者の氏名が脱落している。戦前の自治体歌としては珍しく皇国史観や戦意高揚のプロパガンダ的な要素を含まない歌詞だが、他県の自治体歌の多くの例に漏れず、終戦を境に演奏されなくなったとみられる。

### 現行（1948年）
現行の2代目「高知市歌」は、1948年（昭和23年）に高知市で開催された市民文化祭に合わせて高知市役所が歌詞を懸賞募集したものである。制定日は3月3日で、初演奏は高知市議会議事堂で5月5日に市民文化祭開会式のプログラムとして行われ、同時に選定された「高知市民音頭」の披露も行われた。
戦後の市勢要覧『高知市の案内』では例年、この2代目「高知市歌」の歌詞と楽譜が掲載されている。